# 大野木秀俊
大野木 秀俊（おおのぎ ひでとし）は、戦国時代から安土桃山時代にかけての武将。浅井氏の家臣。

## 略歴
大野木氏は近江国佐々木氏支流。
大野木加賀守秀資または大野木国茂の子として誕生。元亀元年（1570年）、秀俊は野村直隆や三田村国定と共に横山城将として織田信長軍から横山城を守り、救援に来た浅井勢と織田勢との間に姉川の戦いが起こる。合戦終結後、横山城を逐われた。小谷城が落城し主家である浅井氏滅亡（小谷城の戦い）後、羽柴秀吉を通じて信長に投降するが、許されず裏切者として中村一氏に殺害された。小谷城の清水谷にも土佐屋敷（官名にちなむ）と言う名で大野木氏の邸宅跡が残る。